# 巴拉顿维拉戈什
巴拉顿维拉戈什（匈牙利語：Balatonvilágos）是匈牙利维斯普雷姆州所辖的一个村，位于巴拉顿湖湖畔，总面积29.21平方公里，总人口1186，人口密度40.6人/平方公里（2010年1月1日）。